# Offramp
| Recensione | Giudizio |
| ---------- | -------- |
| AllMusic   | [ 2 ]    |

Offramp è il terzo album del Pat Metheny Group, registrato nell'ottobre 1981 e pubblicato nel 1982.

## Descrizione
Offramp fu registrato quasi interamente dal vivo in studio, fatta eccezione per alcune sovraincisioni di tastiere. L'album rappresenta un punto di svolta dal punto di vista delle sonorità: Metheny infatti vi impiega per la prima volta la chitarra synth Roland 303 e il Synclavier, entrambi elementi caratteristici del suono del gruppo d'ora in avanti.
Su quest'album entra in formazione il percussionista e vocalist Naná Vasconcelos, già presente su As Falls Wichita, So Falls Wichita Falls di Metheny e Lyle Mays e qui coautore anche di due brani assieme al bandleader e al tastierista, che per il resto firmano l'intero disco.
L'album ricevette due nomination ai Grammy Awards rispettivamente per il migliore arrangiamento e per la miglior composizione strumentale.

## Tracce
Musiche di Pat Metheny e Lyle Mays, eccetto dove indicato.
Lato A
1. Barcarole (strumentale) – 3:17 (musica: Metheny, Mays, Naná Vasconcelos)
2. Are You Going with Me? (strumentale) – 8:47
3. Au Lait (strumentale) – 8:32

Lato B
1. Eighteen (strumentale) – 5:08 (musica: Metheny, Mays, Vasconcelos)
2. Offramp (strumentale) – 5:59
3. James (strumentale) – 6:47
4. The Bat Pt. II (strumentale) – 3:50

## Formazione
- Pat Metheny - chitarra sintetizzatore, chitarra, chitarra synclavier
- Lyle Mays - piano, sintetizzatore, autoharp, organo, synclavier
- Steve Rodby - basso acustico, basso elettrico
- Dan Gottlieb - batteria
- Naná Vasconcelos - percussioni, voce, berimbau

Note aggiuntive
- Manfred Eicher - produttore
- Registrazioni effettuate nell'ottobre 1981 al Power Station di New York City, New York (Stati Uniti)
- Jan Erik Kongshaug - ingegnere delle registrazioni
- Gragg Lunsford - ingegnere delle registrazioni (brano: Offramp)
- Barry Bongiovi - assistente ingegnere delle registrazioni
- Mixaggio effettuato al Talent Studio di Oslo, Norvegia
- Jan Erik Kongshaug - ingegnere del mixaggio
- Gerd Winner - grafica copertina album originale
- Deborah Feingold - foto copertina album originale
- Dieter Rehm - design copertina album originale[4]

## Premi
- Grammy Award come miglior performance jazz.

## Classifica
Album
| Anno | Classifica             | Posizione raggiunta |
| ---- | ---------------------- | ------------------- |
| 1982 | Billboard 200          | 50                  |
| 1982 | Top R&B/Hip-Hop Albums | 43                  |